# Федерико II Гонзага
Федерико II Гонзага (итал. Federico II di Mantova; 17 мая 1500 — 28 августа 1540) — маркграф и первый герцог Мантуи (с 1519 года), сын Франческо II Гонзаги и знаменитой Изабеллы д’Эсте, строитель палаццо дель Те. В 1536 году значительно расширил владения рода Гонзага, прибавив к ним маркграфство Монферрат в Пьемонте.

## Биография
В юности проводил много времени при папском и французском дворах в качестве гаранта верности Мантуи обязательствам, принятым на себя в годы Итальянских войн. В Париже и Риме он завёл ценные знакомства. Подобно своим предкам, он понимал и ценил искусство. Именно для него Корреджо написал великую серию мифологических полотен, Джулио Романо выстроил неподражаемый палаццо дель Те, а Рафаэль запечатлел Федерико в «Афинской школе».
Сменив отца на престоле Мантуи в 1519 году, Федерико прославился как опытный коннозаводчик, поставлявший лошадей чуть ли не всем правителям Европы. После битвы при Мариньяно в содружестве с Просперо Колонна овладел по заданию папы городом Парма. Польщённый успехом, Лев X назначил его командующим папскими армиями с условием, что Федерико не будет выступать против императора Карла V, ибо Габсбурги исстари покровительствовали правителям Мантуи. По этой причине Федерико II бездействовал, когда имперские войска прошли его землями на юг, где разорили папскую столицу. Он умер в возрасте 40 лет то ли от оспы, то ли от сифилиса.

## Брак и семья
Федерико стремился заполучить владение маркграфством Монферрат, где угасала династия Палеологов. В надежде на скорую смерть маркграфа Бонифация IV он подписал брачный контракт с его сестрой Марией, но по выздоровлении будущего тестя договорился с Ватиканом о признании контракта недействительным со ссылкой на козни, которые его невеста якобы плела против метрессы, Изабеллы Боскетти.
В 1530 году Федерико пообещал императору, что возьмёт в жёны его кузину Хулию Арагонскую и по случаю подписания брачного контракта был возведён императором в герцоги. Между тем Бонифаций Монферратский упал с лошади и умер. Уплатив отступное в 50 тысяч дукатов, Федерико возобновил сватовство к его дочерям. После смерти Марии Монферратской его женой стала её сестра Маргарита. Дети от этого брака:
- Франческо III Гонзага (1532—1550), герцог Мантуи и маркграф Монферрата.
- Гульельмо I Гонзага (1538—1587), герцог Мантуи и маркграф Монферрата; жена — Элеонора Австрийская.
- Лодовико Гонзага (1539—1595), герцог Ретельский; жена — Генриетта Неверская.
- Федерико Гонзага (1540—1565), кардинал Римской католической церкви.
- Изабелла Гонзага (1537—1579); муж: Франческо Фердинандо д'Авалос (ок. 1530 — 1571), маркиз ди Пескаро и дель Васто.

## В искусстве
- Известен парный портрет Федериго и его жены, написанный Тицианом.

- Эмблемой (impresa) герцога была ящерица. Её изображение сопровождал девиз Quod huic deest me torquet («Меня гнетет то, чего ей не недостает») — намек на даму, бывшую предметом его страсти. Изображения см. в Герцогском замке в Мантуе[2].